# Резерват клонів дуба звичайного
Резерва́т кло́нів ду́ба звича́йного — лісовий заказник місцевого значення в Україні. Розташований на північний захід від села Біла Чортківського району Тернопільської області, в кв. 27, вид. 4-6 Білецького лісництва Чортківського держлісгоспу, в межах лісового урочища «Білобожниця». 
Площа — 30 га. Створений відповідно до рішення Тернопільської обласної ради від 18 березня 1994 року. Перебуває у віданні Тернопільського обласного управління лісового господарства. 
Штучно створена клонова плантація дуба черещатого ранньої форми. Взірець лісорозведення в умовах західного лісостепу.